# Wahlkreis Haute-Garonne X
Der Wahlkreis Haute-Garonne X ist seit 2010 ein französischer Wahlkreis für die Wahl zur Nationalversammlung im Département Haute-Garonne in der Region Okzitanien.
Der Wahlkreis entstand 2010, die erste Wahl fand 2012 statt. Er bestand aus den später (2015) aufgelösten Kantonen
- Kanton Caraman,
- Kanton Lanta,
- Kanton  Montgiscard,
- Kanton  Nailloux,
- Kanton  Villefranche-de-Lauragais
- Kanton Castanet-Tolosan
- Kanton Revel

## Die Abgeordneten des Wahlkreises
| Wahl | Abgeordnete/r   | Partei     | Anmerkungen |
| ---- | --------------- | ---------- | --- |
| 2012 | Kader Arif      | PS         | Arif wurde am 21. Juni 2012 Mitglied der Regierung und daher ab dem 22. Juli 2012 von der Ersatzkandidatin substitute Émilienne Poumirol vertreten. Am 22. Dezember 2014 nahm er seinen Sitz im Parlament wieder ein, nachdem er von seinem Regierungsposten zurückgetreten war. |
| 2017 | Sébastien Nadot | REM        | |
| 2018 | Sébastien Nadot | unabhängig | Am 20. Dezember 2018 aus der Fraktion La République en marche! ausgeschlossen |
| 2020 | Sébastien Nadot | EDS        | |

## Wahlergebnisse

### Parlamentswahl 2012
| Kandidaten               | Kandidaten          | Parteien                               | 1. Wahlgang | 1. Wahlgang | 2. Wahlgang | 2. Wahlgang |
| Kandidaten               | Kandidaten          | Parteien                               | Stimmen     | %           | Stimmen     | %           |
| ------------------------ | ------------------- | -------------------------------------- | ----------- | ----------- | ----------- | ----------- |
|                          | Kader Arifgewählt   | SOC – Parti socialiste                 | 18.084      | 30,8        | 30.901      | 57,8        |
|                          | Dominique Faure     | UMP – Parti radical valoisien          | 14.314      | 24,4        | 22.580      | 42,2        |
|                          | Gilbert Hébrard     | DVG – Unabh. (PS Dissident)            | 9.395       | 16,0        |             |             |
|                          | Marie Lopau         | FN – Front national                    | 6.057       | 10,3        |             |             |
|                          | Christian Picquet   | FG – Front de gauche (Gauche unitaire) | 3.660       | 6,2         |             |             |
|                          | Didier-Claude Rod   | VEC – Europe Écologie-Les Verts        | 3.022       | 5,2         |             |             |
|                          | Jean-Pierre Albouye | NCE – Les Centristes                   | 1.517       | 2,6         |             |             |
|                          | Daniel Ruffat       | DVG – (PS Dissident)                   | 1.167       | 2,0         |             |             |
|                          | Laurent Fontaneau   | ECO – Alliance écologiste indépendante | 552         | 0,9         |             |             |
|                          | Laurent Cunin       | DIV – Unabh.                           | 363         | 0,6         |             |             |
|                          | Raymond Coustures   | EXG – Nouveau Parti anticapitaliste    | 255         | 0,4         |             |             |
|                          | Antoine Missier     | EXG – Lutte Ouvrière                   | 142         | 0,2         |             |             |
|                          | Jacques Dumeunier   | EXG – Parti ouvrier indépendant        | 111         | 0,2         |             |             |
| Gesamt                   | Gesamt              | Gesamt                                 | 58.639      | 100         | 53.481      | 100         |
|                          |                     |                                        |             |             |             |             |
| Ungültige Stimmen        | Ungültige Stimmen   | Ungültige Stimmen                      | 831         | 1,4         | 3.103       | 5,5         |
| Wähler                   | Wähler              | Wähler                                 | 59.470      | 67,2        | 56.584      | 64,0        |
| Wahlberechtigte          | Wahlberechtigte     | Wahlberechtigte                        | 88.459      |             | 88.443      |             |
|                          |                     |                                        |             |             |             |             |
| Quelle: Innenministerium |                     |                                        |             |             |             |             |

### Parlamentswahl 2017
| Kandidaten               | Kandidaten             | Parteien                                   | 1. Wahlgang | 1. Wahlgang | 2. Wahlgang | 2. Wahlgang |
| Kandidaten               | Kandidaten             | Parteien                                   | Stimmen     | %           | Stimmen     | %           |
| ------------------------ | ---------------------- | ------------------------------------------ | ----------- | ----------- | ----------- | ----------- |
|                          | Sébastien Nadotgewählt | REM – La République en marche              | 21.886      | 39,3        | 26.948      | 60,5        |
|                          | Monique Fabre          | LFI – La France insoumise                  | 7.735       | 13,9        | 17.612      | 39,5        |
|                          | Arnaud Lafon           | LR – Les Républicains                      | 6.043       | 10,9        |             |             |
|                          | Mathieu Lachuries      | FN – Front national                        | 4.866       | 8,7         |             |             |
|                          | Kader Arif             | SOC – Parti socialiste                     | 4.355       | 7,8         |             |             |
|                          | Dominique Faure        | UDI – Union des démocrates et indépendants | 3.959       | 7,1         |             |             |
|                          | Henri Arevalo          | ECO – Europe Écologie-Les Verts            | 2.600       | 4,7         |             |             |
|                          | Michel Koehl           | DIV – Unabh.                               | 1.031       | 1,9         |             |             |
|                          | Christian Picquet      | COM – Parti communiste français            | 896         | 1,6         |             |             |
|                          | Jean-Pierre Hardy      | ECO – Unabh.                               | 887         | 1,6         |             |             |
|                          | Stevie Chopin          | EXD – Unabh.                               | 536         | 1,0         |             |             |
|                          | Tarsicius Chiso        | DVD – Unabh.                               | 310         | 0,6         |             |             |
|                          | Sara Iribarren         | DIV – Union populaire républicaine         | 289         | 0,5         |             |             |
|                          | Lucile El Hedri        | EXG – Lutte Ouvrière                       | 247         | 0,4         |             |             |
|                          | Margot Simsi           | ECO – Unabh.                               | 25          | 0,0         |             |             |
|                          | Jean-Pierre Mayer      | DLF – Debout la France                     | 1           | 0,0         |             |             |
| Gesamt                   | Gesamt                 | Gesamt                                     | 55.676      | 100         | 44.560      | 100         |
|                          |                        |                                            |             |             |             |             |
| Leere Stimmzettel        | Leere Stimmzettel      | Leere Stimmzettel                          | 898         | 1,6         | 3.621       | 7,3         |
| Ungültige Stimmzettel    | Ungültige Stimmzettel  | Ungültige Stimmzettel                      | 321         | 0,6         | 1.613       | 3,2         |
| Wähler                   | Wähler                 | Wähler                                     | 56.895      | 59,7        | 49.794      | 52,2        |
| Wahlberechtigte          | Wahlberechtigte        | Wahlberechtigte                            | 95.369      |             | 95.358      |             |
|                          |                        |                                            |             |             |             |             |
| Quelle: Innenministerium |                        |                                            |             |             |             |             |

### Parlamentswahl 2022
| Kandidaten               | Kandidaten               | Parteien                                                            | 1. Wahlgang | 1. Wahlgang | 2. Wahlgang | 2. Wahlgang |
| Kandidaten               | Kandidaten               | Parteien                                                            | Stimmen     | %           | Stimmen     | %           |
| ------------------------ | ------------------------ | ------------------------------------------------------------------- | ----------- | ----------- | ----------- | ----------- |
|                          | Dominique Fauregewählt   | ENS – Ensemble ! (Parti radical valoisien)                          | 17.720      | 30,1        | 27.118      | 50,2        |
|                          | Alice Assier             | NUP – Nouvelle union populaire écologique et sociale (Génération.s) | 19.535      | 33,2        | 26.907      | 49,8        |
|                          | Christelle Poirier       | RN – Rassemblement National                                         | 8.947       | 15,2        |             |             |
|                          | Stéphanie Respaud-Hézard | LR – Les Républicains                                               | 3.088       | 5,2         |             |             |
|                          | Baptiste Marquié         | DVD – Résistons !                                                   | 2.919       | 5,0         |             |             |
|                          | Ghislaine Bourland       | REC – Reconquête                                                    | 2.289       | 3,9         |             |             |
|                          | Séverine Gimeno          | ECO – Unabh.                                                        | 1.667       | 2,8         |             |             |
|                          | Réda Zitouni             | DVC – Union des centristes et des écologistes                       | 1.268       | 2,2         |             |             |
|                          | Sandrine Conte-Margail   | ECO – Parti animaliste                                              | 568         | 1,0         |             |             |
|                          | Lucile Souche            | DXG – Lutte Ouvrière                                                | 466         | 0,8         |             |             |
|                          | Éric Schmitt             | DVG – République souveraine                                         | 269         | 0,5         |             |             |
|                          | Gilles Corso             | DIV – Unabh.                                                        | 183         | 0,3         |             |             |
|                          | Nadine Palat             | EXG – Unabh.                                                        | 0           | 0,0         |             |             |
| Gesamt                   | Gesamt                   | Gesamt                                                              | 58.919      | 100         | 54.025      | 100         |
|                          |                          |                                                                     |             |             |             |             |
| Leere Stimmzettel        | Leere Stimmzettel        | Leere Stimmzettel                                                   | 1.040       | 1,7         | 3.192       | 5,4         |
| Ungültige Stimmzettel    | Ungültige Stimmzettel    | Ungültige Stimmzettel                                               | 356         | 0,6         | 1.426       | 2,4         |
| Wähler                   | Wähler                   | Wähler                                                              | 60.315      | 58,3        | 58.643      | 56,7        |
| Wahlberechtigte          | Wahlberechtigte          | Wahlberechtigte                                                     | 103.426     |             | 103.430     |             |
|                          |                          |                                                                     |             |             |             |             |
| Quelle: Innenministerium |                          |                                                                     |             |             |             |             |

### Parlamentswahl 2024
| Kandidaten               | Kandidaten               | Parteien                                        | 1. Wahlgang | 1. Wahlgang | 2. Wahlgang | 2. Wahlgang |
| Kandidaten               | Kandidaten               | Parteien                                        | Stimmen     | %           | Stimmen     | %           |
| ------------------------ | ------------------------ | ----------------------------------------------- | ----------- | ----------- | ----------- | ----------- |
|                          | Jacques Obertigewählt    | UG – Nouveau Front populaire (Parti socialiste) | 28.631      | 36,2        | 44.932      | 61,1        |
|                          | Caroline Falgas-Colomina | RN – Rassemblement National                     | 23.993      | 30,4        | 28.646      | 38,9        |
|                          | Dominique Faure          | ENS – Ensemble pour la République (Renaissance) | 22.910      | 29,0        | –           | –           |
|                          | Romain Gresle            | REC – Reconquête                                | 1.123       | 1,4         |             |             |
|                          | Frédérique Soulier       | DVC – Unabh.                                    | 728         | 0,9         |             |             |
|                          | Adrien Bourgeade         | ECO – Équinoxe                                  | 558         | 0,7         |             |             |
|                          | Lucile Souche            | EXG – Lutte Ouvrière                            | 523         | 0,7         |             |             |
|                          | Gilles Corso             | DIV – Unabh.                                    | 389         | 0,5         |             |             |
|                          | Arlette Bouzon           | DIV – Unabh.                                    | 158         | 0,2         |             |             |
|                          | François Ubeda           | LR – Les Républicains                           | 1           | 0,0         |             |             |
| Gesamt                   | Gesamt                   | Gesamt                                          | 79.014      | 100         | 73.578      | 100         |
|                          |                          |                                                 |             |             |             |             |
| Leere Stimmzettel        | Leere Stimmzettel        | Leere Stimmzettel                               | 1.891       | 2,3         | 5.586       | 6,9         |
| Ungültige Stimmzettel    | Ungültige Stimmzettel    | Ungültige Stimmzettel                           | 636         | 0,8         | 1.516       | 1,9         |
| Wähler                   | Wähler                   | Wähler                                          | 81.541      | 77,5        | 80.680      | 76,7        |
| Wahlberechtigte          | Wahlberechtigte          | Wahlberechtigte                                 | 105.152     |             | 105.169     |             |
|                          |                          |                                                 |             |             |             |             |
| Quelle: Innenministerium |                          |                                                 |             |             |             |             |

## Weblink
- Les archives des résultats des élections en France. In: Ministere de l’Interieur. Abgerufen am 3. November 2023 (französisch).